# NYSE 유로넥스트
NYSE 유로넥스트(NYSE Euronext, Inc.)는 뉴욕 증권거래소, 유로넥스트, NYSE 아카(ArcaEx)와 같은 여러 증권거래소를 운영하는 미국 · 유럽의 다국적 금융 서비스 기업이었다. NYSE는 2006년 3월 7일 Archipelago Holdings를 병합하여 NYSE 그룹(NYSE Group, Inc.)을 형성하였다. 2007년 4월 4일 NYSE 그룹은 유로넥스트 N.V.와 병합하여 최초의 국제 지분 교환소가 되었으며 본사들은 미국의 뉴욕 시에 있었다.
2012년 12월 20일, 인터콘티넨털 익스체인지가 NYSE를 인수를 했으므로, 유로넥스트와 분리가 되었다.